# Coralliophila luglii
Coralliophila luglii is een slakkensoort uit de familie van de Muricidae. De wetenschappelijke naam van de soort is voor het eerst geldig gepubliceerd in 2011 door Smriglio & Mariottini.